# Hedriodiscus vertebratus
Hedriodiscus vertebratus är en tvåvingeart som först beskrevs av Thomas Say 1824.  Hedriodiscus vertebratus ingår i släktet Hedriodiscus och familjen vapenflugor. Inga underarter finns listade i Catalogue of Life.